# Tirepied

Tirepied este o comună în departamentul Manche, Franța. În 1 ianuarie 2016 avea o populație de 841 de locuitori.